# El Arañado
El Arañado es una localidad situada en el departamento San Justo, provincia de Córdoba, Argentina.

## Economía
La principal actividad económica es la agricultura seguida por ganadería, siendo los principales cultivos la soja y el maíz.
La producción láctea y el turismo también tienen relevancia en la economía local. Sobre todo la primera en donde el pueblo cuenta con una fábrica de quesos con calidad internacional que le da prestigio tanto al El Arañado como a la región, la misma es un ejemplo en cuanto a calidad, seguridad alimentaria, y posee un gran papel en lo que se refiere a RSE (responsabilidad social empresarial.)Esta localidad cuenta con dos fábricas metalúrgicas, una recientemente reactivada.

## Instituciones

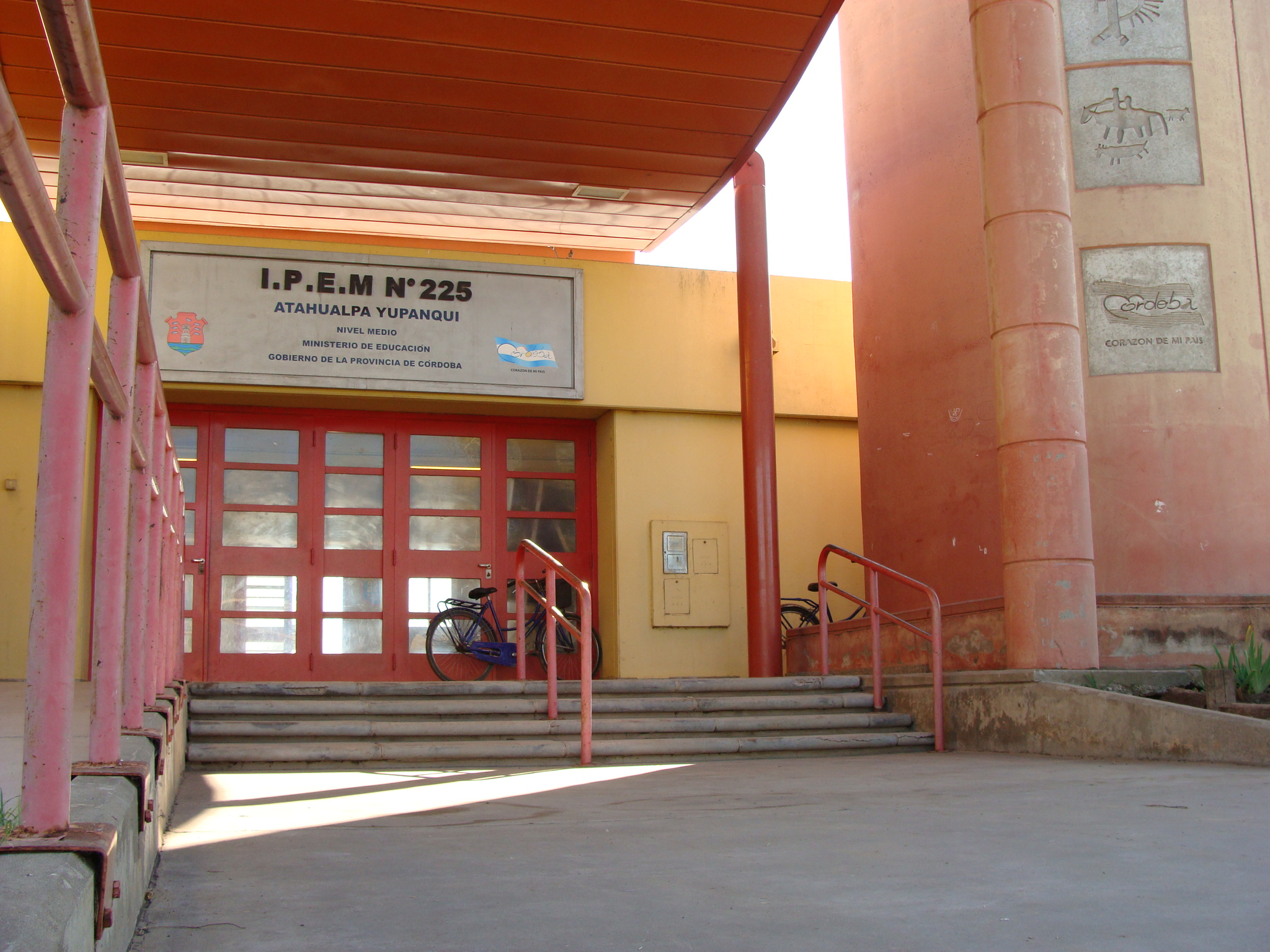
Entrada del IPEA 225

Existen en la localidad un dispensario, una escuela primaria y un I.P.E.A., un puesto policial, un club (A.D.E.A), una fábrica láctea y metalúrgica y un edificio municipal en el cual se efectúan gran parte de las funciones administrativas.

## Festejos
Todos los años, el 24 y 25 de mayo, se lleva a cabo desde hace 86 años en El Arañado, en forma ininterrumpida, la “Fiesta Nacional de la Tradición Gaucha”, siendo esta la referencia tradicionalista primera en el país.

## Geografía

### Ubicación
Se encuentra situada sobre la ruta provincial N.º 13, a 142 km al este de la capital cordobesa, a 100 km de la ciudad de San Francisco y a 21 km de la ciudad de Las Varillas. Se encuentra en el centro del departamento San Justo, a 159 m s. n. m. en una zona en donde predomina la llanura.

### Población
Cuenta con 1478 habitantes (Indec, 2022), lo que representa un descenso del 15,4% frente a los 1746 habitantes (Indec, 2010) del censo anterior.
| Gráfica de evolución demográfica de El Arañado entre 1991 y 2022 |
|                                                                  |
| Fuente: Censos nacionales del INDEC                              |

### Clima
El clima es templado con estación seca, registrándose una temperatura media anual de 25 °C aproximadamente. En invierno se registran temperaturas inferiores a 0 °C y superiores a 35 en verano.
El régimen anual de precipitaciones es de aproximadamente 800 mm.